# Joža Götzová
Joža Götzová, roz. Thelenová (19. března 1898, Praha – 25. dubna 1989, Praha), byla česká dramatička, spisovatelka a překladatelka.
Sourozenci : Josef Thelen 1901–1986, Bedrich Thelen 1905–1972. [zdroj?]

## Studium
V letech 1914–6 studovala v Praze na dívčím reálném gymnáziu.

## Profesní život
Od roku 1916 publikovala v novinách a časopisech. Články a překlady podepisovala také jako J. Pražák, J. Novotná, Joža Noville a Joža Thelenová. Psala prózu, básně a herecké monografie a překládala z francouzštiny.
V letech 1922–3 byla soudní referentkou časopisu Tribuna. V letech 1928–1930 pracovala jako kulturní referentka časopisu Pestrý týden.
V roce 1931 vydala reprezentativní publikaci Profily českých herců, která byla souhrnným přehledem soudobého českého herectví a byla cenná svými medailóny jednotlivých herců a jejich obrazovým doprovodem.

## Další činnost
V meziválečném období spolupracovala s Českým rozhlasem, pro který natočila např. v roce 1937 rozhovor se spisovatelkou Růženou Jesenskou a v témže roce s básníkem Františkem Halasem.

Od roku 1938 byla spolu se svým manželem členkou Společnosti F. X. Šaldy (až do zániku společnosti v roce 1951).

## Rodina
Jejím manželem byl dr. František Götz, dramaturg Národního divadla, literární a divadelní kritik. Měli spolu dceru Evu, provdanou Klenovou (1924–1998), pozdější herečku ND.

## Literární dílo
- 1931 Profily českých herců (Studie o soudobém českém divadle a herectví), vyd. nakladatelství S.V.U. Mánes v Praze
- 1932 Nový Mercadet čili Pan Fahoun střílí gol... (divadelní hra), vyd. nakladatelství Obzina ve Vyškově

## Divadelní hry – rok prvního uvedení v ND
- 1935 Joža Götzová: Marie Antoinetta, Stavovské divadlo, režie Karel Hugo Hilar
- 1937 Joža Götzová: Srdce světa, Stavovské divadlo, režie Jiří Frejka

## Filmografie
- 1941 Advokát chudých, režie Vladimír Slavínský (podle romaneta Jakuba Arbese s použitím rozhlasové úpravy Jožy Götzové)[9]

## Překlady, výběr
- 1924 Jean Sarment: Rybář stínů (překlad pod pseudonymem Joža Thelenová), uvedeno jako činohra ve Stavovském divadle v roce 1924
- 1924 Honoré de Balzac: Mercadet (překlad pod pseudonymem J. Novotná[10]), uvedeno jako činohra ve Stavovském divadle v roce 1924